# Entre les murs
Entre les murs is een Franse film uit 2008, geregisseerd door Laurent Cantet naar de gelijknamige roman van François Bégaudeau. De film won de Gouden Palm op het Festival van Cannes 2008.

## Verhaal
François is een jonge leraar Frans die les geeft op een Frans college in het 19e arrondissement van Parijs, hij is bovendien mentor van deze (moeilijke) klas. Hij krijgt er te maken met Esmeralda, Souleymane, Khoumba en anderen. François probeert de jonge mensen te motiveren, maar soms geeft dit conflicten.

## Rolverdeling
- François Bégaudeau: François Marin, leraar Frans
- Jean-Michel Simonet: directeur
- Louise Grinberg: Louise, klasverantwoordelijke
- Esmeralda Ouertani: Esmeralda, klasverantwoordelijke
- Franck Keïta: Souleymane
- Carl Nanor: Carl
- Rachel Régulier: Khoumba
- Burak Ozyilmaz: Burak
- Boubacar Touré: Boubacar
- Vincent Robert: Hervé, sportleraar